# Le Beugnon
Le Beugnon foi uma comuna francesa na região administrativa da Nova Aquitânia, no departamento de Deux-Sèvres. Estendia-se por uma área de 16,3 km². Em 2010 a comuna tinha 316 habitantes (densidade: 19,4 hab./km²).
Em 1 de janeiro de 2019, passou a formar parte da nova comuna de Beugnon-Thireuil.